# Бабадаг (перевал)
Перевал Бабадаг (азерб. Babadağ aşırımı) — горный перевал в юго-восточной части Главного Кавказского хребта, на склонах одноимённой горы. Высота — 3380 м.
Перевал Бабадаг является основным маршрутом для передвижения между Губинским и Исмаиллинским районами Азербайджана.